# Ampulex mirabilis
Ampulex mirabilis är en  stekelart som beskrevs av Lucien Berland 1935. Ampulex mirabilis ingår i släktet Ampulex och familjen Ampulicidae. Inga underarter finns listade i Catalogue of Life.